# انگرن
اَنگرِن (به ازبکی: Angren، انگرېن) شهری در ولایت تاشکند کشور ازبکستان است. این شهر در سرشماری سال ۲۰۱۰ میلادی، ۱۲۷٬۶۸۹ نفر جمعیت داشته که این رقم در سال ۲۰۲۴ به ۱۸۲٬۴۰۰ نفر رسیده‌است.

## مردم
جمعیت انگرن در سال ۲۰۲۴، حدود ۱۸۲٬۴۰۰ نفر تخمین زده شده است.
در گذشته، شهر انگرن به عنوان یکی از مراکز جمعیتی روس‌تباران ازبکستان شناخته می‌شد. بر اساس سرشماری سال ۱۹۵۹ در زمان شوروی، ۴۲٫۹٪ جمعیت را روس‌ها، ۱۷٫۹٪ را تاتارهای ولگا، ۱۵٫۷٪ را مردم ازبک، و ۷٫۴٪ را مردم تاجیک تشکیل داد.
اما امروزه، ۷۳٪ جمعیت را مردم ازبک، ۱۷٪ را مردم تاجیک، ۵٪ را اقلیت کره‌ای ساکن ازبکستان، و فقط ۳٪ جمعیت را روس‌تباران تشکیل می‌دهند. اکثریت جمعیت روس‌ها و تاتارها و غیره پس از استقلال ازبکستان و فروپاشی شوروی، از این کشور کوچیدند.